# 1905 en bande dessinée
| Années de la bande dessinée : 1902 - 1903 - 1904 - 1905 - 1906 - 1907 - 1908    |
| Décennies de la bande dessinée : 1870 - 1880 - 1890 - 1900 - 1910 - 1920 - 1930 |

Cet article présente les faits marquants de l'année 1905 en bande dessinée.

## Évènements

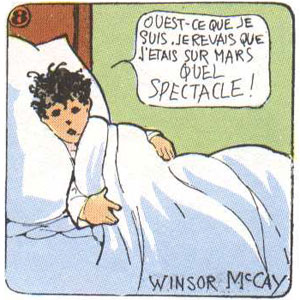
Little Nemo

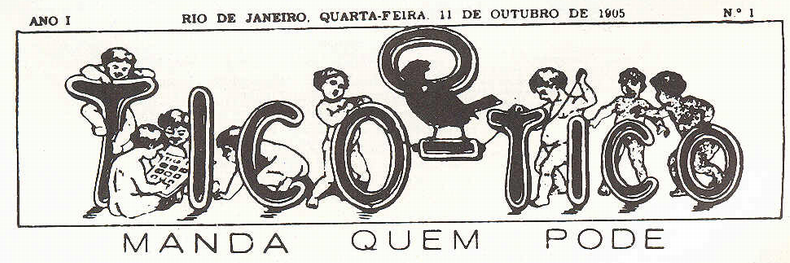
O Tico Tico

- Le magazine O Tico Tico est publié au Brésil.
- 2 février : Apparition en France de Bécassine, dans le premier numéro de La Semaine de Suzette, magazine pour fillettes.
- 15 octobre : Création aux États-Unis du Comic strip Little Nemo in Slumberland par Winsor McCay, publié dans l'hebdomadaire le New York Herald.

## Nouveaux albums
Voir aussi : Bandes dessinées des années 1900
| Sortie | Titre       | Scénariste | Dessinateur | Coloriste | Éditeur |
| ------ | ----------- | ---------- | ----------- | --------- | ------- |
| ?      | à compléter |            |             |           |         |
| ?      | …           |            |             |           |         |

## Naissances
- 15 janvier : Joe Musial, auteur de comics
- 5 mai : Floyd Gottfredson
- 10 mai : Alex Schomburg
- 5 juin : Wayne Boring, dessinateur de comics
- 20 septembre : Herboné
- 20 août : Ernie Bushmiller
- 2 octobre : Rémy Bourlès
- 21 décembre : Don Cameron, scénariste de comics[n 1]
- naissance de Dorothy Urfer